# MSC Orchestra (schip, 2007)
De MSC Orchestra is een cruiseschip van MSC Crociere, van de Musica-klasse. Er zijn 13 dekken.
Voor minder beweging heeft de MSC Orchestra stabilisatoren.